# Malarstwo alegoryczne

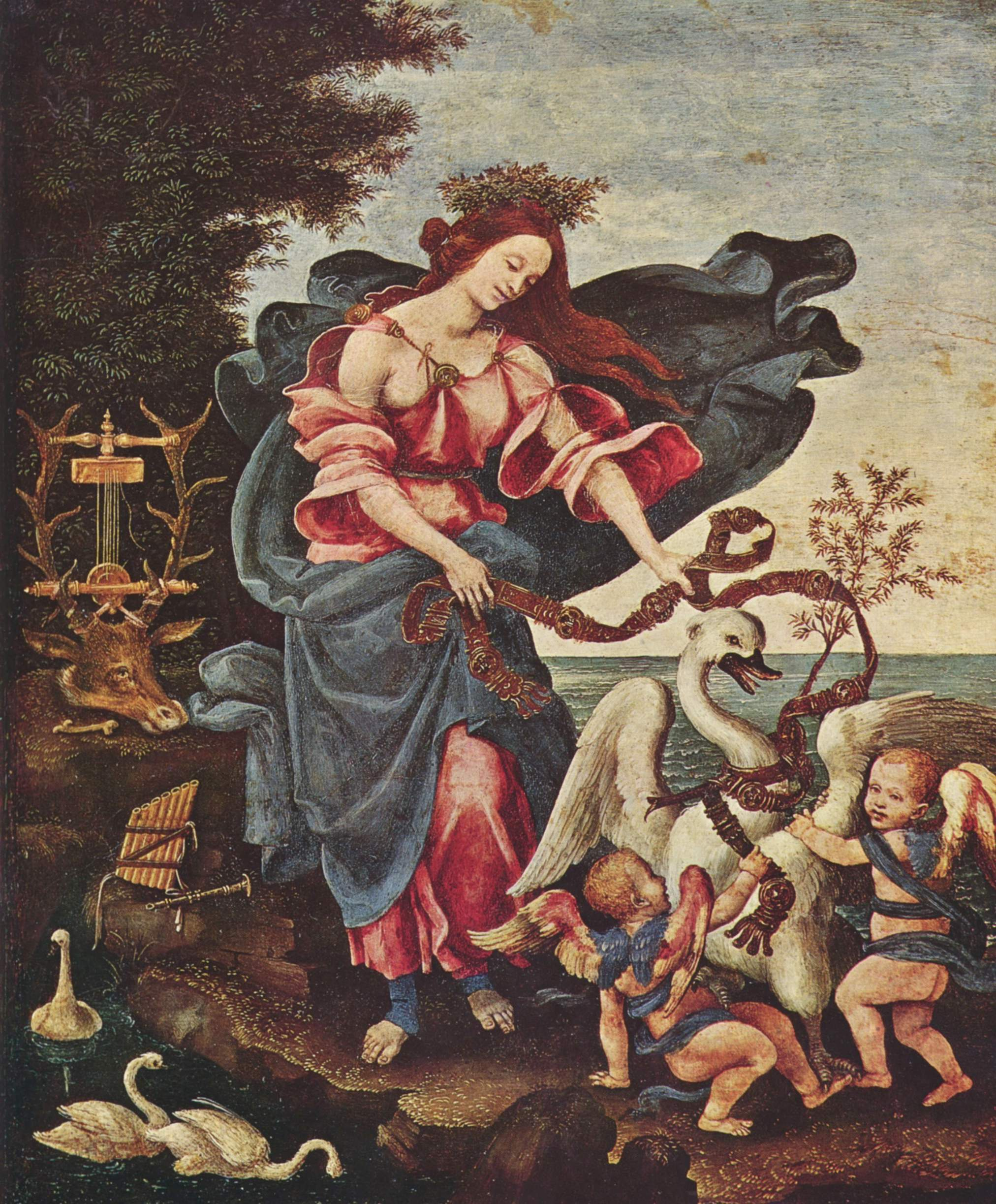
Filippino Lippi, Alegoria muzyki

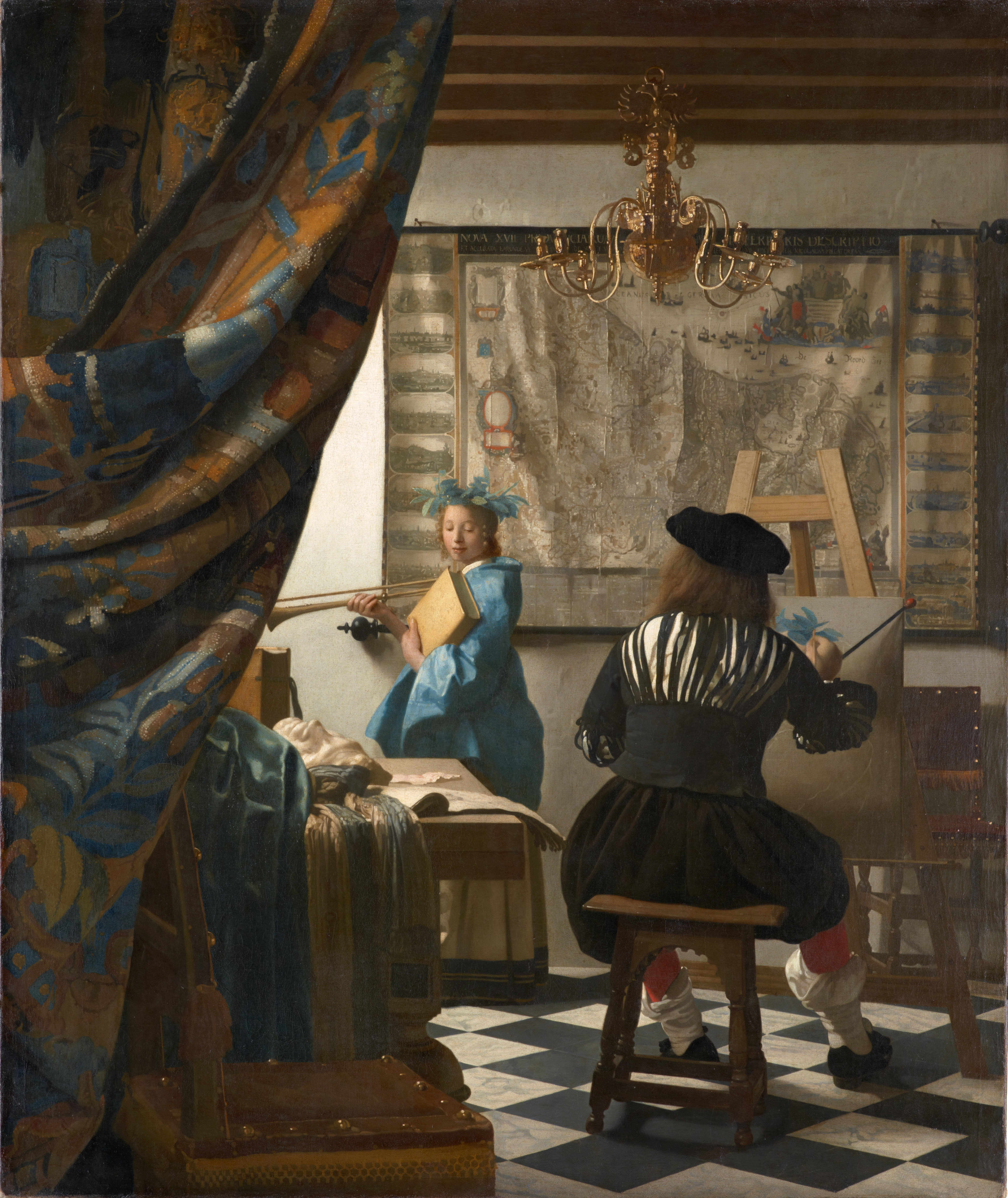
Jan Vermeer, Alegoria malarstwa (ok. 1665)

Malarstwo alegoryczne (gr. allos agoreio – wypowiadać inaczej) – gatunek malarski przedstawiający obrazowo abstrakcyjne pojęcia lub idee, ukazane pod postacią ludzką (personifikacja), zwierzęcą lub w formie grupy figur, której postacie – poprzez swe cechy, atrybuty, stroje, pozy, gesty i zachowania – oznaczają określoną sytuację, będącą tematem uogólnienia. O znaczeniu alegorii decydują: postawa, czynność lub umowne emblematy i atrybuty przedstawionych postaci.
Alegoryczne przedstawienia występują już w starożytności. Rozpowszechniają się w czasach renesansu. W okresie baroku występują szczególnie często jako samodzielny temat sztuk plastycznych.

## Rodzaje przedstawień alegorycznych
- pojęcia i koncepcje moralne (np. cnoty i występki)
- pojęcia i koncepcje religijne (np. Kościół)
- pojęcia  kosmologiczno-przyrodnicze (np. pory roku)
- cechy ludzkie (np. temperamenty)
- pojęcia społeczne (np. sztuki i nauki)
- pojęcia moralno-polityczne (np. pokój lub wojna)